# José Miguel Ibáñez Langlois
José Miguel Ibáñez Langlois (Santiago de Xile, 1936) és un sacerdot de l'Opus Dei, poeta, teòleg i crític literari xilè, conegut pel seu pseudònim Ignacio Valente.

## Biografia
Va estudiar a l'escola privada Saint George's College i hi va participar en l'Acadèmia Literària “El Jove Llorer” que dirigia el poeta i professor Roque Esteban Scarpa. Va estudiar enginyeria i posteriorment periodisime a la Universitat de Navarra. Allà va obtenir dos doctorats, el de Filosofia Eclesiàstica per la Universitat de Sant Joan del Laterà a Roma i el de Filosofia i Lletres per la Universitat Complutense de Madrid amb una tesi sobre la gènesi i producció d'un poema, dirigida pel historiador i escriptor José María Valverde (1926-1996), que va publicar amb el títol La creación poética.
El 1960 va ser ordenat sacerdot i pertany a la prelatura de l'Opus Dei. Des de 1962 va ensenyar universitat de l'Opus a Espanya, Itàlia i Xile.
Va publicar crítiques literàries al diari El Mercurio des de 1966. És un dels principals divulgadors de l'obra de Nicanor Parra i va publicar el llibre Para leer a Parra.
Actualment exerceix de capellà i de profesor de Teologia Moral a la Universitat dels Andes.

## Obres
El 1995 va publicar un reculle de 77 ressenyes amb el títol de Veinticinco años de crítica, on destaquen la seva àgil ploma i la seva predilecció per la literatura anglosaxona (W. Collins, T.S.Eliot, C.S.Lewis, Ezra Pound, per exemple). Ibáñez Langlois ha escrit més d'una trentena de llibres, alguns traduïts a diversos idiomes..
- La casa del hombre
- Historia de la Filosofía
- Futurologías
- Introducción a la Antropología
- Introducción a la Antropología Filosófica
- Introducción a la Literatura
- Rilke, Pound, Neruda: Tres claves de la poesía contemporánea
- El Marxismo: visión crítica
- Teología de la Liberación y Lucha de Clases
- Libro de la Pasión
- El Rey David
- Poemas Dogmáticos
- Busco tu rostro: Antología poética
- Oficio - Antología poética
- Doctrina Social de la Iglesia
- Josemaría Escrivá, como escritor
- 21 Slogans Divorcistas
- Neruda Sus Mejores Poemas
- Para leer a Parra
- Diez ejercicios de comprensión poética
- Sexualidad, amor, santa pureza
- Yo soy el camino: Catecismo Católico Básico
- Jesucristo luz del mundo: Catecismo Católico Breve
- Veinticinco años de crítica
- Alonso Rumbo A Las Tierras Del Sur
- Alonso, Un Conquistador De Diez Años